# Gemini Ziekenhuis
Het Gemini Ziekenhuis was een ziekenhuis in de Noord-Hollandse plaats Den Helder.

## Geschiedenis
Het Gemini ziekenhuis, is in 1982 ontstaan uit een fusie van twee ziekenhuizen, het Lidwina ziekenhuis en het ziekenhuis Parkzicht. Het Lidwina was een katholiek ziekenhuis opgericht in 1929. Rond die tijd konden burgers ook opgenomen worden in het Marine Hospitaal, nadat dit tijdens de oorlog was verwoest werd een noodhospitaal in gebruikt genomen. In 1965 werd gemeentelijk ziekenhuis Parkzicht opgericht.
Op 29 april 1982 werd het gebouw van het Lidwina ziekenhuis gesloten en nam het Gemini definitief haar intrek in het gebouw van het voormalige Parkzicht ziekenhuis. De naam Gemini, het Latijnse woord voor tweeling, was de winnende inzending van een prijsvraag over de vraag wat de nieuwe naam van het fusieziekenhuis moest gaan worden.
Sinds 2008 heeft het ziekenhuis banden met het Medisch Centrum Alkmaar. Er waren plannen voor nieuw te bouwen ziekenhuizen in zowel Den Helder als Alkmaar, maar dit is door geldgebrek afgeblazen. In januari 2015 fuseerde het Medisch Centrum Alkmaar met het Gemini Ziekenhuis. Vanaf 10 december 2015 zijn de ziekenhuizen verder gegaan onder de naam "Noordwest Ziekenhuisgroep".

## Innovatie
Hoewel het ziekenhuis een basisziekenhuis was, was het bij een aantal projecten vooruitstrevend. Zo was het het eerste ziekenhuis in Nederland dat aan het Planetree project meedeed en was het Gemini het eerste ziekenhuis met een kraakbeenlab voor herstel van kraakbeen.